# دانييل أندرسون (لاعب كرة قدم، 1977)
دانييل أندرسون هو لاعب كرة قدم سويدي.

## وصلات خارجية
- دانييل أندرسون على موقع الاتحاد الدولي (مؤرشف)  (الإنجليزية)
- دانييل أندرسون على موقع الاتحاد الأوربي (الإنجليزية)
- دانييل أندرسون على موقع اتحاد السويد (السويدية)
- دانييل أندرسون على موقع قاعدة بيانات كرة القدم.إي يو (الإنجليزية)
- دانييل أندرسون على موقع ناشيونال فوتبول تيمز (الإنجليزية)
- دانييل أندرسون على موقع Soccerway.com (الإنجليزية)
- دانييل أندرسون على موقع عالم كرة القدم.نت (الإنجليزية)
- دانييل أندرسون على موقع AS.com (الإسبانية)

- معلومات عن اللاعب. (ألمانية)
- معلومات أخرى عن اللاعب. (سويدية)